# Herdla
Herdla ist eine 1,6 km² große Insel am nördlichen Ende der Inselkommune Askøy im norwegischen Fylke Vestland.
Das Touristenziel Herdla ist ein artenreiches Vogelgebiet mit etwa 220 registrierten Vogelarten. Angelmöglichkeit besteht vom Ufer oder mit dem Boot.

## Geografie
Herdla ist die nördlichste bewohnte Insel von Askøy und mit dem Rest der Gemeinde durch eine Brücke verbunden. Westlich der Insel befindet sich der Hjeltefjord und dahinter die zu Øygarden gehörige Insel Ona, östlich der Sætreosen, der Askøy von der Insel Holsnøy in der Nachbargemeinde Alver trennt. Nur der südliche und westliche Teil der Insel um die Bucht Herdlevågen ist bebaut. Hier befinden sich auch die Kirche, die Golfbahn und einige Bauernhöfe. Der flache und teilweise sumpfige nordwestliche Teil der Insel sowie die vorgelagerten Inseln Lamøyna und Kvitholmen ist Naturschutzgebiet.

## Flughafen und Festung

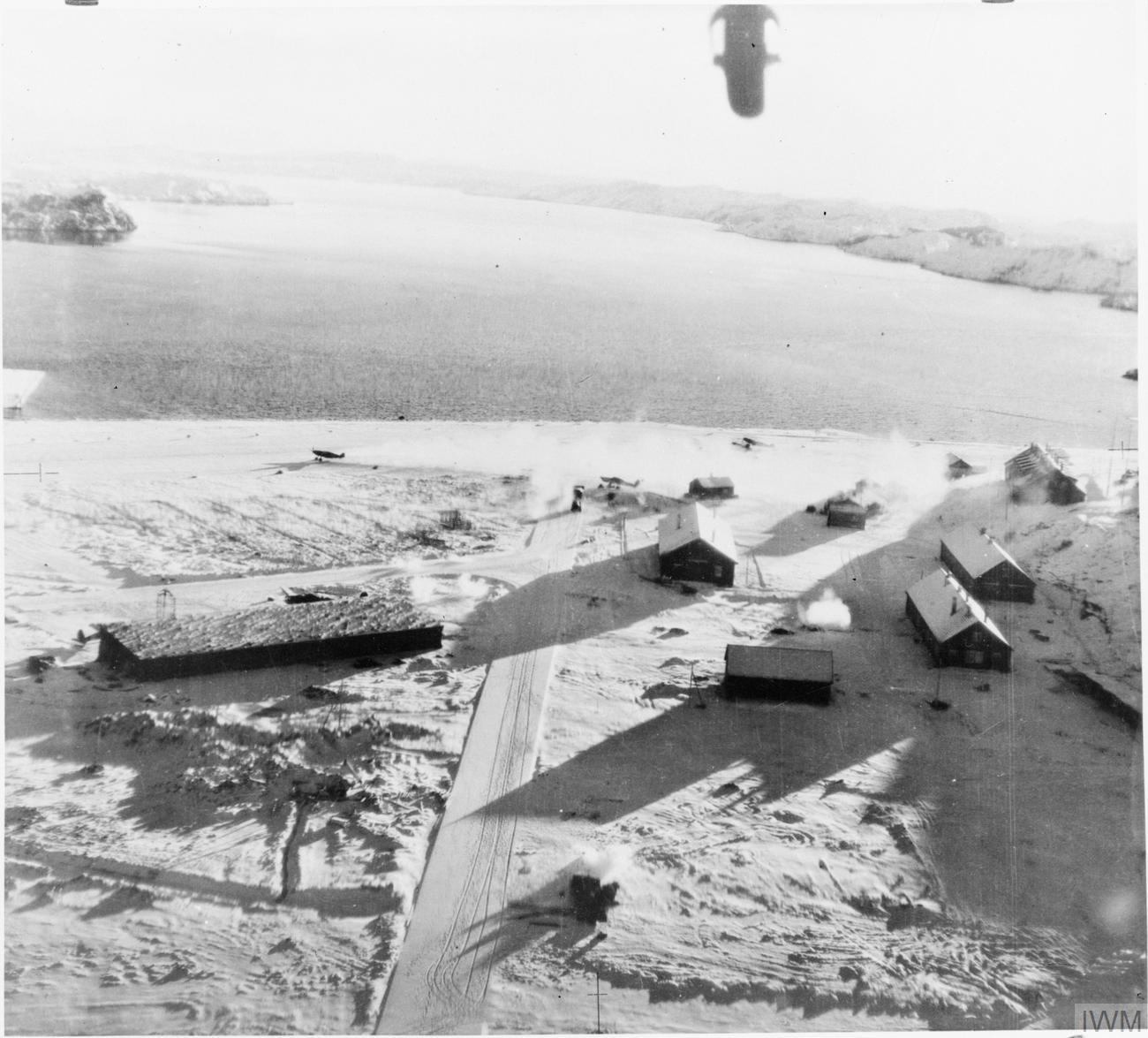
Angriff britischer Jagdbomber auf Herdla am 27. Dezember 1941

Während des Zweiten Weltkrieges war Herdla ein Stützpunkt der deutschen Luftwaffe. Das flache Gebiet „Herdlevalen“ bot sich als Platz für einen Flugplatz an, und Herdla wurde zum wichtigsten deutschen Fliegerhorst zwischen Stavanger-Sola und Trondheim-Værnes ausgebaut. Der Stützpunkt diente zum Schutz der Stadt Bergen, des dortigen Hafens und der westnorwegischen Küste. Herdla wurde zur „Festung Herdla“ erklärt und mit Versorgungs- und Verteidigungseinrichtungen jeglicher Art ausgestattet, einschließlich Küstenbatterien und (1944) einer Torpedobatterie. Alle zivilen Einwohner, damals insgesamt 115, mussten die Insel verlassen. Meist waren etwa 3.000 deutsche Soldaten auf Herdla stationiert. Dazu kamen mehrere tausend sowjetische Kriegsgefangene, die am Bau des Flugplatzes mitarbeiteten. Am 27. Dezember 1941 wurde der Flugplatz im Zuge der sogenannten „Operation Archery“. auch als „Måløy Raid“ bekannt geworden, von britischen Jagdbombern angegriffen.
Die Einwohner kehrten erst 1945 nach dem Ende der deutschen Besatzung auf die Insel zurück. Teile der Befestigungsanlagen wurden danach von den norwegischen Streitkräften genutzt und modernisiert, und die Luftraumkontrolle der Region Bergen wurde auf dem ehemaligen Fliegerhorst eingerichtet, der auch Bergen als Flugplatz diente, bis 1955 der neue Flughafen Bergen in Betrieb genommen wurde. Die Küstenartilleriestellungen und Torpedobatterien der norwegischen Streitkräfte wurden im Jahre 2000 geschlossen und sind heute teilweise der Öffentlichkeit museal zugänglich.

## Galerie

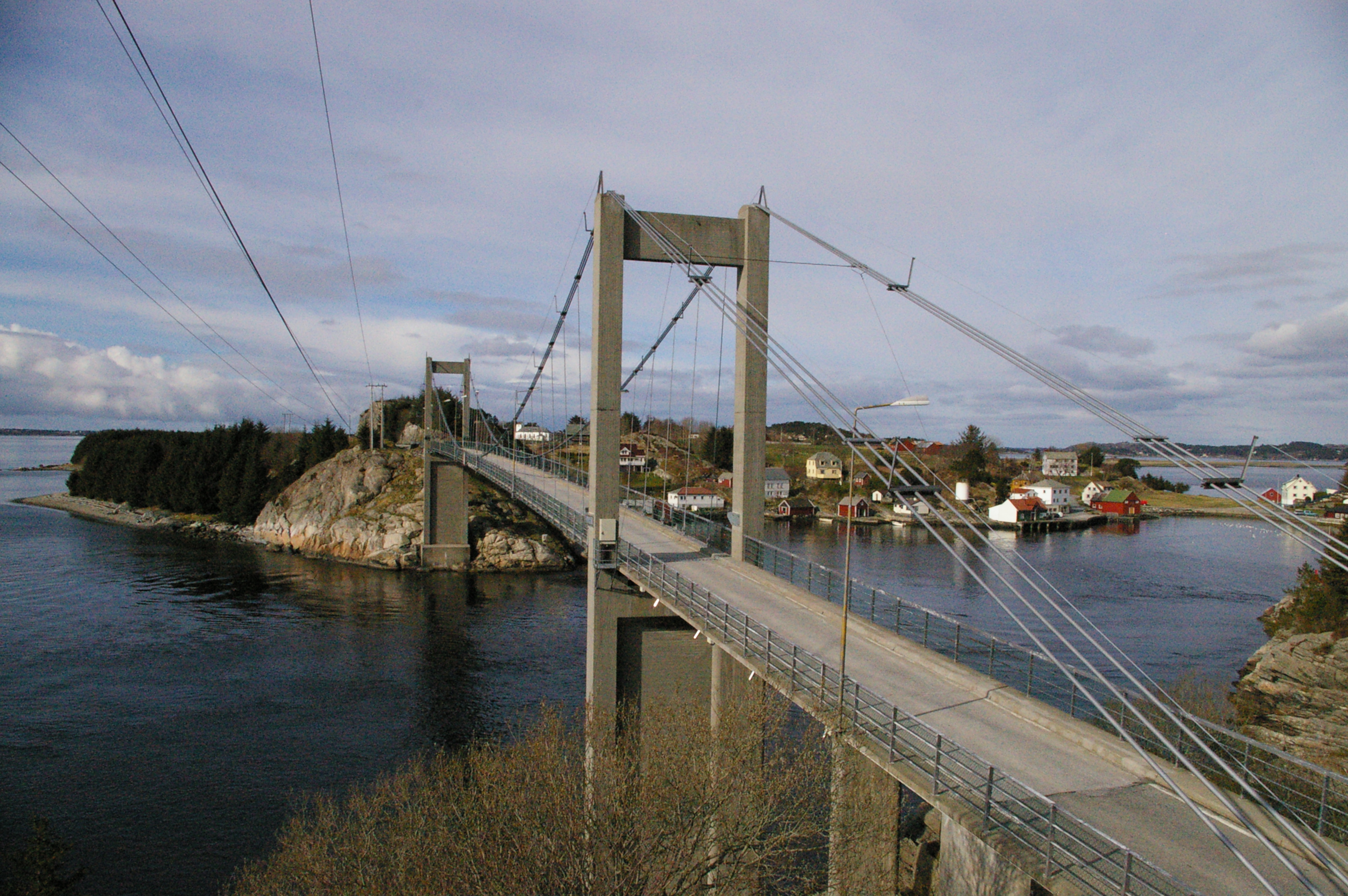
Herdlabrücke
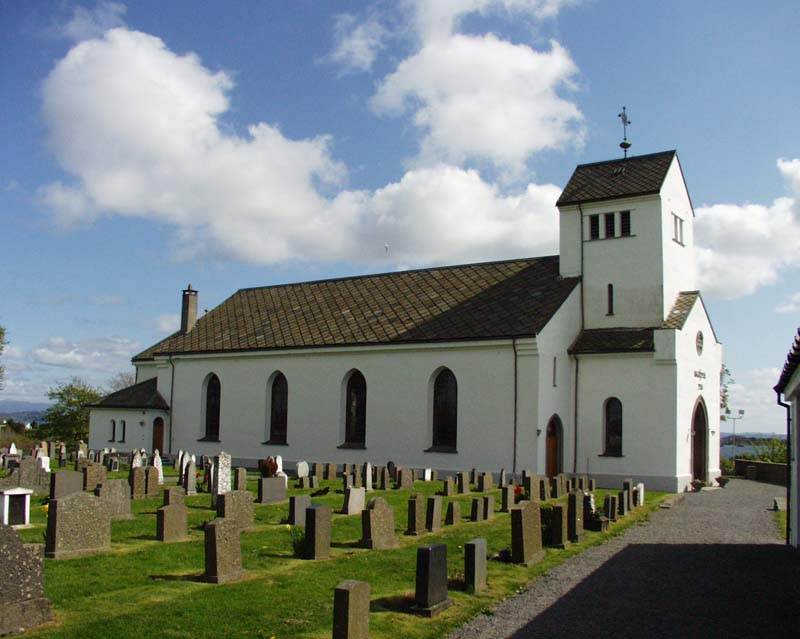
Herdlaer Kirche
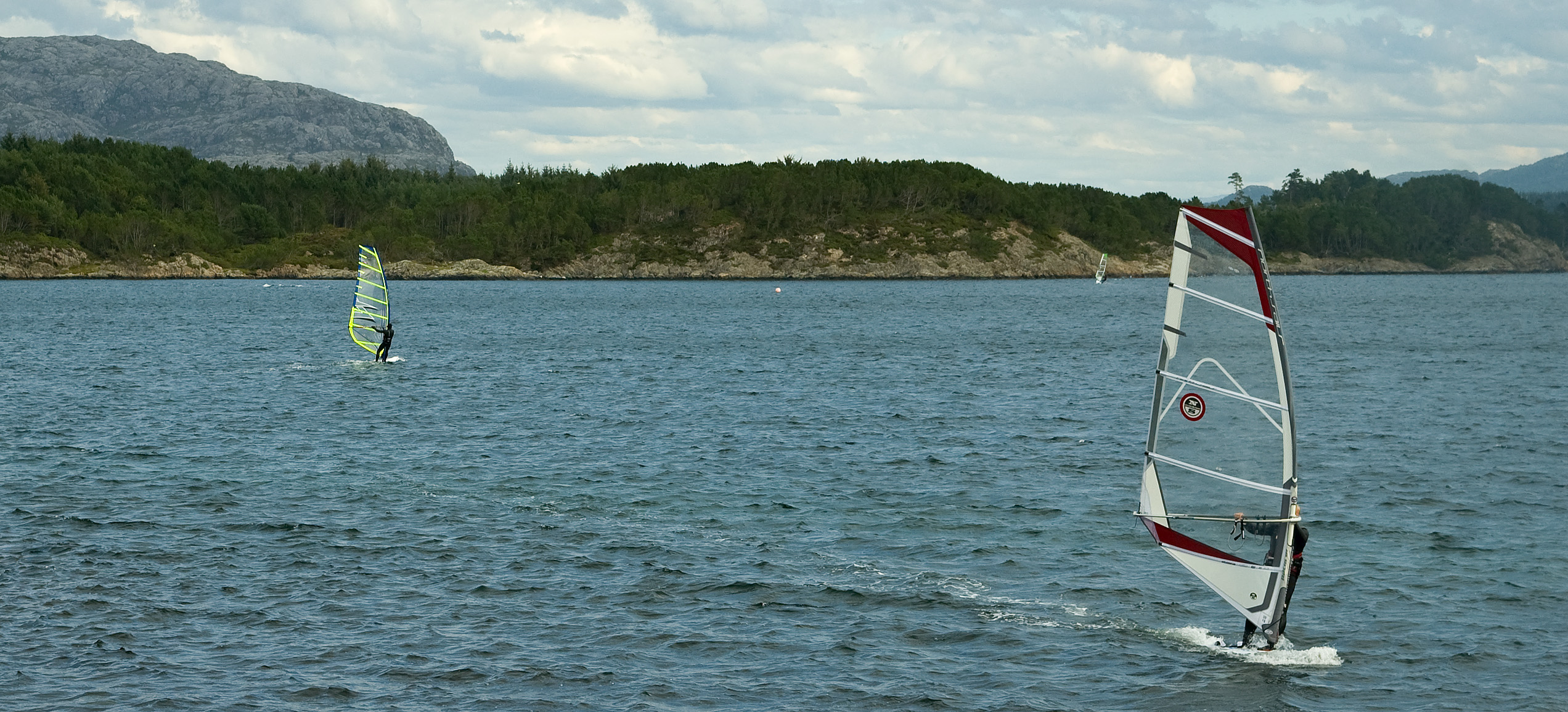
Windsurfer bei Herdla